# Kesselhaus in der Kulturbrauerei

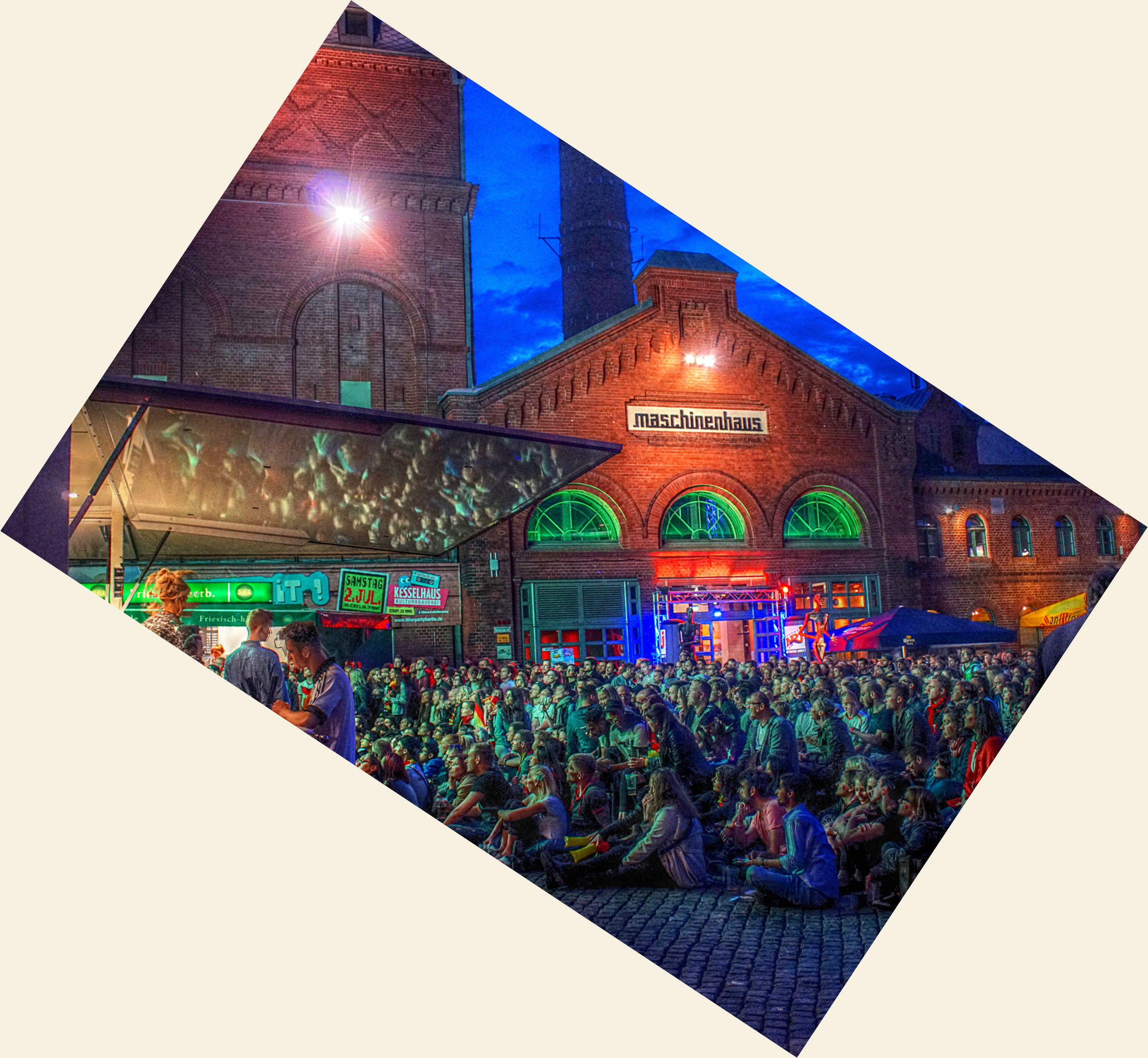
Maschinenhaus

Das Kesselhaus in der Kulturbrauerei ist ein multifunktionaler Veranstaltungsort für alle Künste, mit dem Schwerpunkt Musik. Es befindet sich im Berliner Ortsteil Prenzlauer Berg auf dem Gelände der Kulturbrauerei. Direkt neben dem Kesselhaus liegt das Maschinenhaus, welches ebenfalls als Veranstaltungsort genutzt wird.

## Geschichte
1842 gründete der Berliner Apotheker Heinrich Prell eine kleine Brauerei mit Bierstube. 1853, nach dessen Tod, kaufte Jobst Schultheiss Brauerei und Bierstube und gab dem Bier seinen später berühmt gewordenen Namen. Durch die städtebauliche Konzipierung der heutigen Knaackstraße wuchs das genutzte Areal 1867 von ursprünglich 5.000 auf circa 30.000 Quadratmeter. 1920 entstand hier durch die Fusion von Schultheiss-Brauerei und Patzenhofer Brauerei die größte Lagerbier-Brauerei der Welt. 1967 wurde der Brauereibetrieb eingestellt. 1978 wurde der ehemalige Brauerei-Komplex wegen seiner einzigartigen Architektur unter Denkmalschutz gestellt. 1990 übernahm die Treuhand das vom Verfall bedrohte Gelände und schloss einen Mietvertrag mit der Kulturbrauerei gGmbH als Hauptmieter ab. Sie bewilligte 100 Millionen D-Mark für den Ausbau des Areals als Zentrum für Handel, Dienstleistung und Kultur. Von 1998 bis 2001 wurde das komplette Gelände aufwändig saniert.

## Das Kesselhaus

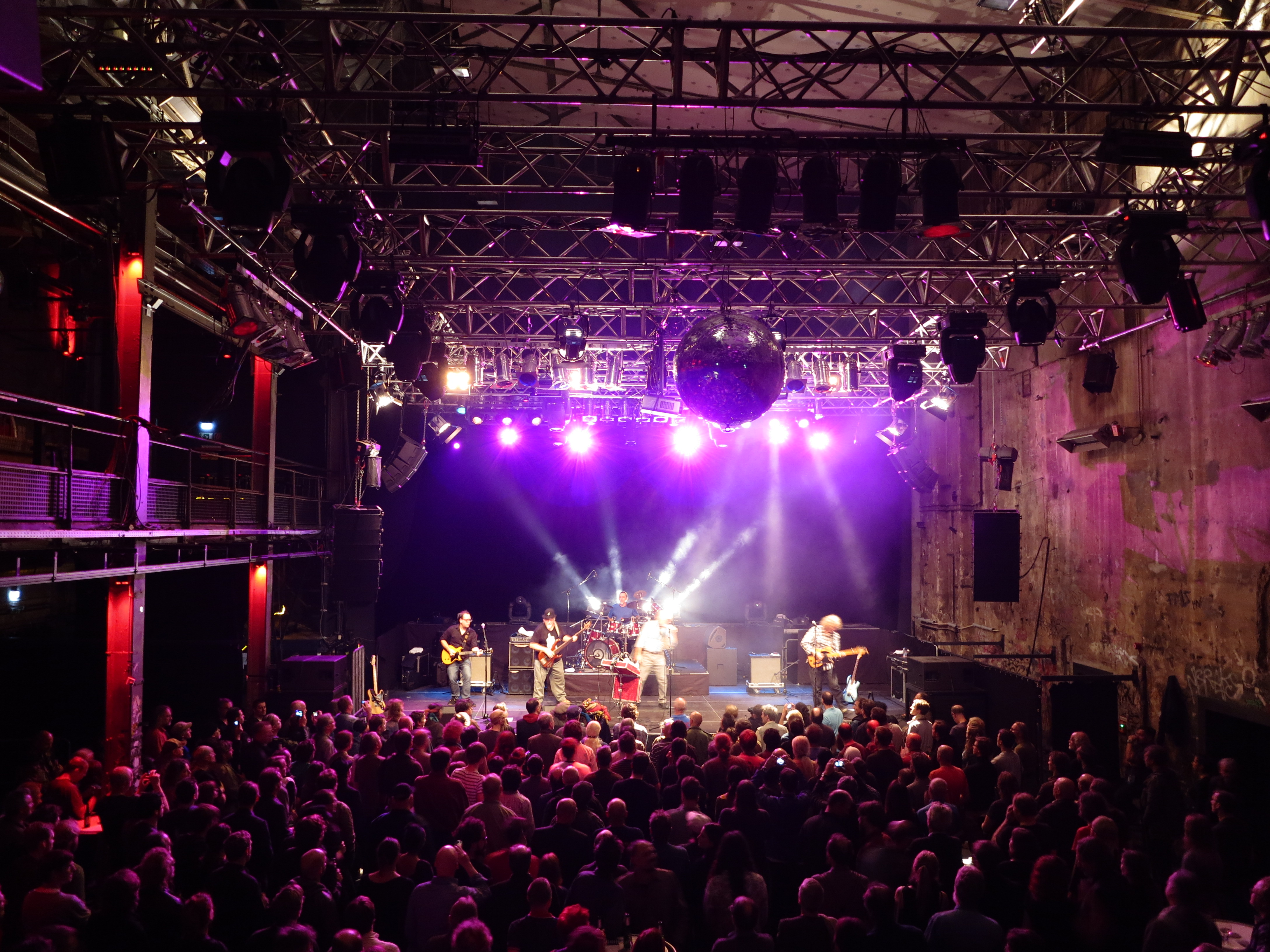
Captain Beefheart’s Magic Band live im Kesselhaus am 3. Oktober 2012

Das Kesselhaus hat sich von 1990 bis heute zu einem der wichtigsten Veranstaltungsorte in Berlin entwickelt. In der einen rauen industriellen Charme ausstrahlenden Halle wird ein breites musikalisches und kulturelles Spektrum präsentiert. Aktuelle künstlerische Strömungen werden hierbei gefördert und in einen interkulturellen sowie popkulturellen Kontext gestellt. Diese reichen von Technoevents mit Paul van Dyk, über Konzerte mit international bekannten Musikern und Bands wie Eric Burdon, Fettes Brot, Kaiser Chiefs, Linkin Park, Boss Hoss, The Killers, Hurts, Ryan Adams und Tito & Tarantula, Sophie Hunger bis hin zu Veranstaltungen wie „Metal Hammer Awards“, „Klassik Open Air“ und der „Berliner Buchnacht“. Daneben finden hier auch  Lesungen, Opern, Tanz, Theater, die Clubreihen „Right Now“ und „Move iT!“ und Fernsehaufzeichnungen wie „Pufpaffs Happy Hour“ oder „Stars von morgen“ mit Rolando Villazón statt. Die Spielstätte bietet Platz für 1000 Besucher. Das Kesselhaus und das Maschinenhaus sind räumlich miteinander verbunden, daher können beide Häuser auch gemeinsam für größere Veranstaltungen mit bis zu 1250 Besuchern genutzt werden.

## Das Maschinenhaus

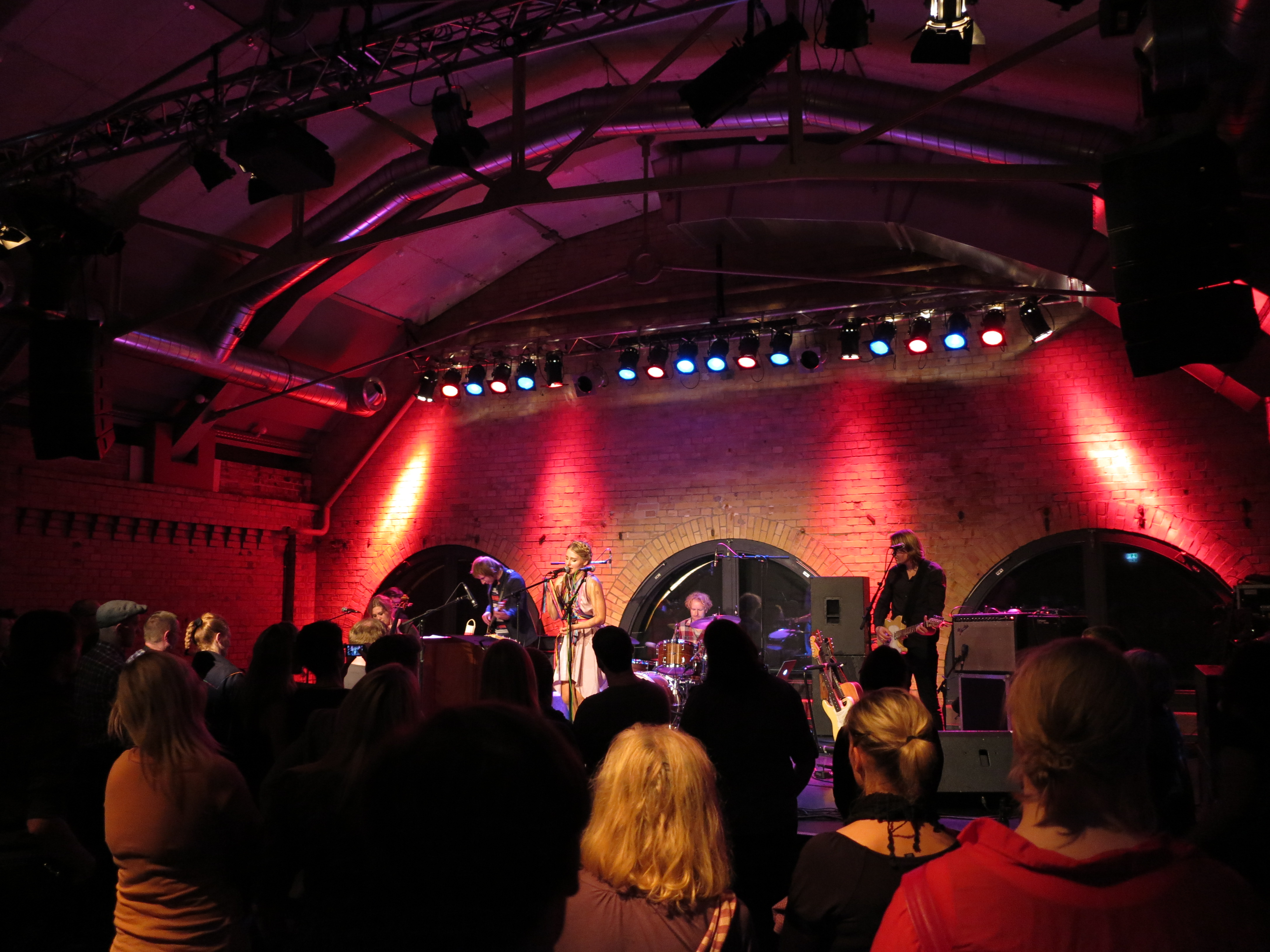
Mia Diekow live im Maschinenhaus am 15. Oktober 2012

Das direkt neben dem Kesselhaus gelegene Maschinenhaus wurde 2004 grundlegend saniert. Bei der Sanierung wurde viel Wert darauf gelegt, den authentischen Charme des Industriedenkmals zu erhalten, ohne dabei auf die Anforderungen einer modernen Eventlocation zu verzichten. Das Obergeschoss dient seitdem als Spielstätte für kleinere Veranstaltungen mit bis zu 250 Gästen. Schwerpunktmäßig finden hier Theater- und Konzertveranstaltungen statt, wie zum Beispiel die wöchentliche Show des Improvisationstheaters „Paternoster“, Aufführungen der Theatergruppe „Stammzellformation“ oder „razzz“, das erste Beatboxmusical der Welt. Im Untergeschoss befinden sich eine Besucherinformation, die Theaterkasse und die Garderobe.

## Struktur
Betrieben werden das Kesselhaus und das Maschinenhaus seit 2002 von der Consense Gesellschaft zur Förderung von Kultur mbH. Geschäftsführer und Produzent ist Sören Birke, der sich auch bei der Berlin Music Commission als Vorsitzender des Aufsichtsrates, als Vertreter im Beirat des Musicboard Berlin und bei Musik 2020 Berlin stark für die Entwicklung der Berliner Musikszene engagiert. Von 1997 bis 2012 war Katja Lucker, in Zusammenarbeit mit Susa Treubrodt, Yvonne Klehr und Sören Birke als Kuratorin und Produzentin im Kesselhaus tätig. Seit Januar 2013 ist sie als erste Musikbeauftragte Deutschlands für das Land Berlin beim Musicboard Berlin tätig.

## Mitgliedschaften
Das Kesselhaus in der Kulturbrauerei ist Mitglied in folgenden Organisationen:
- Kooperationsnetzwerk der Berliner Musikwirtschaft, Berlin Music Commission.[10]
- Verband der Berliner Club-, Party- und Kulturereignisveranstalter e. V., Clubcommission Berlin[11]

## Veranstaltungen
Die Vielzahl der Veranstaltungen im Kesselhaus / Maschinenhaus der Kulturbrauerei ist kaum zu rekonstruieren. Fast 300 Rock-Konzerte im Kesselhaus und über 40 im Maschinenhaus werden bei RockinBerlin; mit verlinkten Hintergrundinfos dargestellt.